# Michel Felisi
Michel Felisi (Godo-olo, 20 november 1962) is een Surinaams politicus.

## Biografie
Hij werd geboren in het Aukaans dorp Godo-olo in het district Marowijne en groeide op in de volksbuurt Abrabroki in het zuiden van Paramaribo. Felisi heeft eerst gestudeerd aan het Surinaams Pedagogisch Instituut (SPI) en daarna volgde een studie natuurkunde aan het Instituut voor de Opleiding van Leraren (IOL).
Hij doceerde natuurkunde en wiskunde en was onderdirecteur op de mulo W. Ritfeldschool voor hij in 2005 minister van Regionale Ontwikkeling werd (vanaf 1 september). Bij de verkiezingen van 25 mei behaalde de A Combinatie (AC) 5 zetels en mochten ze als regeringspartij 3 ministers leveren waarvan er twee behoren tot de Broederschap en Eenheid in de Politiek (BEP): Celsius Waterberg en Michel Felisi.
Op 19 maart 2007 besloot Alice Amafo terug te treden als minister van Transport, Communicatie en Toerisme (TCT) na beschuldigingen dat zij voor een feest ter gelegenheid van haar 30e verjaardag belastinggeld had besteed aan onder andere drank en eten, waarna eerst Felisi en later Maurits Hassankhan haar functie er tijdelijk bij kreeg. Op 15 mei van dat jaar werd Richel Apinsa benoemd tot minister van TCT.
Tijdens de verkiezingen van 2020 was hij lijsttrekker in Wanica voor de NPS, maar verwierf geen zetel. Tijdens de verkiezingen van 2025 stond hij op nummer 13 van de lijst van de NPS en verwierf hij opnieuw geen zetel.